# Gouey
Gouey est une ancienne commune française du département de la Manche. La commune a été rattachée en 1818 à Portbail bien que celle-ci ait moins d'habitants. Les deux paroisses avaient déjà fusionné en 1803 à la suite du concordat même si la paroisse Notre-Dame de Portbail fut rétablie à titre de succursale par ordonnance entre janvier 1827 et janvier 1909.
Les deux églises sont si près que le dicton disait qu'« Entre Port-Bail et Gouey, il ne croit ni herbe, ni bled ». Portbail, avec son prieuré, son église Notre-Dame avec son cimetière, et une partie de l'habitat, est tournée vers le havre, alors que Gouey, avec son habitat autour de son église Saint-Martin entourée de son propre cimetière, s'étendait vers l'intérieur des terres, englobant l'enclave priorale de Portbail.

## Toponyme
Le nom de Gouey représenterait celui du domaine gallo-romain de gaudiacum, dominant le Portus Balliolum.
Il est formé avec le nom d'homme latin (de type chrétien) « Gaudius » , issu du latin gaudium (joie). Les formes anciennes du nom sont « Goie » (XIIe siècle) et Goe (vers 1175 et vers 1280).

## Histoire

### Moyen Âge
Au XIe siècle, le territoire de Gouey, qui relève de l'honneur de La Haye, appartient au comté de Mortain,.
Il se tenait à Gouey une foire annuelle dite foire Sainte-Agathe. Le droit de coutume et étalage sur la marché de Gouey n'appartenait plus au seigneur de Barneville à la suite d'une sentence rendue le 10 février 1464 entre Julien du Saussay, écuyer, seigneur de Barneville et Guillot Lefebvre, atourné de Jean d'Ouessey, baron d'Orglandes et seigneur de Brucourt, défendant au seigneur de Barneville « de faire aucun trouble ny empeschement aux marchands, vendants ou étalans audit marché sur peyne de prison et amende. »

### Temps modernes
En 1567, Pierres du Castel, sieur du Dicq, est taxé pour ce fief de 12 livres dans le rôle des nobles et roturiers, au titre du ban et de l'arrière ban de la vicomté de Coutances, réalisé par Gilles Dancel, seigneur d'Audouville, lieutenant général du bailli de Cotentin, tenu à Coutances les 20-22 octobre. Le fief du Dicq à Gouey, huitième de fief de haubert, tenu du roi sous la vicomté de Valognes, avait des extensions à Portbail, Saint-Lô-d'Ourville, Saint-Jean-de-la-Rivière, Saint-Georges-de-la-Rivière et Saint-Martin-du-Mesnil.
En 1640, un état de la noblesse cite Gilles Poërier, écuyer, seigneur de Gouey et de la Ducquerie, père de deux fils. En 1747, c'est Pancrace Hellouin, lieutenant-général civil et criminel à Saint-Sauveur-Lendelin et Périers, qui est qualifié de seigneur de Gouey, Besneville et Le Dicq.
En 1768, il y avait vingt-neuf salines dans le havre de Portbail, dont trois sur la paroisse de Gouey.

## Démographie
| 1793 | 1800 | 1806  |
| ---- | ---- | ----- |
| 959  | 885  | 1 087 |

## Liste des maires
| Période | Période | Identité              | Étiquette | Qualité |
| --- | ------- | --------------------- | --------- | ------- |
| 30 décembre 1792 | 1796    | Jean Roualle          |           |         |
| 1796 | 1797    | Jean Lécluse          |           |         |
| 1797 | 1798    | François Buttet       |           |         |
| 1798 | 1799    | François Lefollet     |           |         |
| 1799 | 1800    | Bon Saillard          |           |         |
| 1800 | 1803    | Guillaume Lechevalier |           |         |
| 1803 | 1804    | Jean Lebel            |           | adjoint |
| 1804 | 1806    | Bon Ledos             |           |         |
| 1807 | 1812    | Isaac Lebel           |           |         |
| 1813 | 1815    | Pierre Priston        |           |         |
| 1816 | 1818    | Guillaume Lechevalier |           |         |
| Une partie des données est issue de liste établie par la mairie de Portabail ou de l'ouvrage "601 communes et lieux de vie de la Manche" |         |                       |           |         |

## Lieux et monuments
- Église Saint-Martin des XVe et XIXe siècles. Jacques Jouan, sieur de Rucqueville, né à Gouey, fut inhumé dans le choeur de l'église le 15 décembre 1715[17].

L'église fut très endommagée lors de la libération de Portbail en juin 1944 et c'est seulement en 1953 que l'on déblai les ruines et en 1954 que l'église est mise hors d'eau. L'autel est consacré le 15 septembre 1956 par Mgr Blanchet, recteur de l'institut Catholique de Paris, en présence de M. André Miclot, maire, et de Mgr Simonne, archidiacre de Coutances. À cette époque, l'édifice ne possède plus qu'une cloche ; les trois cloches seront installées solennellement, le 16 septembre 1960 par Mgr Guyot, évêque de Coutances.
Pour mémoire
- Chapelle de cimetière Saint-Pierre[19].